# موعد مع الموت (مسرحية)
موعد مع الموت (بالإنجليزية: Appointment with Death) هي مسرحية لعام 1945 من إنشاء وتأليف الكاتبة الإنجليزية أجاثا كريستي. وتستند إلى رواية تحمل الاسم نفسه. وقد أخرج المسرحية تيرينس دي مارني.

## طاقم التمثيل
- ماري كلير بدور السيدة بوينتون
- ديرين كيربي بدور جينيرفا بوينتون، ربيبتها
- إيان لوبوك بدور الشقيق الأصغر بوينتون، ابن زوجها الأكبر
- بيرل ماشين بدور نادين بوينتون، زوجة الشقيق الأصغر
- بيرسي والش بدور ألدرمان هيغز
- أنطوني دورست بدور كلارك والبدوي
- جانيت بورنيل بدور السيدة ويستلموت
- جوان هيكسون بدور الآنسة برايس
- جيرارد هينز بدور الدكتور جيرارد
- كارلا ليمان بدور سارة كينغ
- آلان سيدغويك بدور جيفرسون كوب
- جون وين بدور ريمون بوينتون، لينوكس الشقيق الأصغر
- أوين رينولدز بدور العقيد كاربري
- تشيري هربرت بدور زائرة السيدة
- كورين وايت هاوس وجوزيف بلانشارد كزوار فندق